# 2 нм техпроцес
У виробництві напівпровідників 2 нм процес є наступним МДН-транзистором (транзистором метал-діелектрик-напівпровідником), який наступним після 3 нм техпроцесу. Станом на 2021 рік очікується, що TSMC почне виробництво 2 нм десь після 2023 року; Intel також прогнозує виробництво до 2024 року.
Термін "2 нанометри" або альтернативний "20 ангстрем" (термін, використовуваний Intel) не має відношення до будь-якої фактичної фізичної характеристики транзисторів. Це комерційний термін, використовуваний в напівпровідниковій промисловості для позначення нового, покращеного покоління кремнієвих напівпровідникових чіпів з погляду збільшення щільності транзисторів, підвищення швидкості та зниження енергоспоживання.

## Передумови
В кінці 2018 року голова ради директорів TSMC Марк Лю передбачив, що масштабування чіпів продовжиться до 3 нм і 2 нм; однак станом на 2019 рік інші фахівці в області напівпровідників не визначились з тим, чи можуть техпроцеси з товщиною менш як 3 нм бути реалістичними.
TSMC розпочав дослідження 2 нм у 2019 році. Очікується, що TSMC здійснить перехід від типів транзисторів FinFET до GAAFET при переході від 3 нм до 2 нм. 
Дорожня мапа Intel на 2019 рік запланувала потенційно еквівалентні техпроцеси 3 нм і 2 нм на 2025 і 2027 роки відповідно. У грудні 2019 року Intel оголосила про плани випуску 1.4 нм виробництва у 2029 році. 
У серпні 2020 року TSMC розпочала будівництво науково-дослідної лабораторії з технології 2 нм в Сіньчжу, яка, як очікується, буде частково введена в експлуатацію до 2021 року. У вересні 2020 року (SEMICON Taiwan 2020) повідомлялося, що голова ради директорів TSMC Марк Лю заявив, що компанія побудує завод для техпроцесу 2 нм в Сіньчжу в Тайвані, а також може встановити виробництво в Тайчжуні залежно від попиту. За даними Taiwan Economic Daily (2020), очікувалося, що виробництво високоприбуткових ризикованих виробів почнеться в кінці 2023 року. У липні 2021 року TSMC отримала урядовий дозвіл на будівництво заводу з виробництва 2 нм; за даними Nikkei, компанія розраховує встановити виробниче обладнання для 2 нм до 2023 року. 
В кінці 2020 року сімнадцять країн Європейського союзу підписали спільну декларацію про розвиток всієї напівпровідникової промисловості, включаючи розробку техпроцесів розміром до 2 нм, а також розробку і виробництво власних процесорів, виділивши на це до 145 мільярдів євро.
У травні 2021 року IBM оголосила, що виготовила транзистор 2 нм з використанням трьох нанопластів шару кремнію з довжиною ключів (gate) 12 нм.   
У липні 2021 року Intel оприлюднила дорожню мапу технологічних процесів з 2021 року. Компанія підтвердила свій 2-нм технологічний процес під назвою Intel 20A,  з буквою «A» щодо ангстрема, одиниці, еквівалентної 0,1 нанометра. Водночас вони представили нову схему іменування вузлів процесу, яка узгоджувала назви їхніх виробів з аналогічними позначеннями їхніх основних конкурентів.  Очікується, що процесор Intel 20A стане першим, хто перейшов від FinFET до транзисторів Gate All-Round (GAAFET ); Версія Intel називається «RibbonFET».  Їхня дорожня мапа на 2021 рік передбачала введення вузла Intel 20A у 2024 році

## Менш як 2 нм
Intel запланувала продукти 18A (еквівалент 1,8 нм) на 2025 рік.

### Подальше читання
- Merritt, Rick (26 березня 2018), 2nm: End of the Road ?, www.eetasia.com, архів оригіналу за 27 січня 2021, процитовано 3 листопада 2021